# شهرستان کلبرت (آلاباما)
شهرستان کلبرت، آلاباما (به انگلیسی: Colbert County, Alabama) شهرستانی در ایالات متحده آمریکا است که در آلاباما واقع شده‌است.

## خصوصیات
شهرستان کلبرت ۱٬۶۱۰٫۹۸ کیلومترمربع مساحت دارد.